# Daniec
Daniec/Danietz is een plaats in het Poolse district Opolski (Opole), woiwodschap Opole. De plaats maakt deel uit van de gemeente Chrząstowice en telt 1400 inwoners.